# 冯喆 (演员)
冯喆（1920年—1969年6月2日），原名冯贻喆，男，天津人，中国电影演员。

## 生平

### 早年
父亲从事铁路管理工作，早年随父亲的调动不断搬家。九一八事变后，父亲去西南战区主管铁路运输线，把家留在上海。冯喆一开始和哥哥一起去圣约翰大学附中上学。哥哥生了肺结核后又转成骨结核；随着战火的推进，家里收不到父亲寄来的家用钱，生活陷入困境。18岁从圣约翰大学辍学后，由当时话剧当红小生韩非介绍进入他所在的上海局艺社，开始演艺生涯。

### 演艺生涯
曾参加美艺，华谊，同茂等文艺团体，先后演出了《家》、《皆大欢喜》、《风雪夜归人》、《上海屋檐下》、《大明英烈传》等40多部话剧，期间考进上海国立音专。
1946年加入上海国泰影片公司，主演了《裙带风》、《忆江南》、《一帆风顺》、《鸾凤怨》、《十步芳草》等多部电影。并成为电影、话剧、广播剧三栖演员。1948年被派到香港，参演了《恋爱之道》、《结亲》、《冬去春来》等影片。1950回到上海，加入上海天马电影制片厂，主演《南征北战》、《铁道游击队》、《羊城暗哨》、《金沙江畔》、《桃花扇》等影片。1961年调入四川峨嵋电影制片厂。
1966年“文化大革命”开始，受到批斗迫害关押，1969年6月2日去世。去世原因有两种说法，一种是被逼去揭发夏衍，于伶而遭到毒打致死； 另一种是受迫害身心摧残后，家人揭发，雪上加霜，上吊自杀。

## 身后
1978年平反。

## 轶事
“文革”期间，冯喆扮演的《南征北战》中的高营长是占据电影银幕的第一男主角。

## 电影
- 《裙带风》（1947）饰演李萍倩
- 《忆江南》（1947）饰演黎稚云
- 《鸾凤怨》（1948） 饰演岳枫
- 《一帆风顺》（1948） 饰演应云卫
- 《十步芳草》（1948） 饰演杨小仲
- 《冬去春来》（1949） 饰演何连生
- 《恋爱之道》（1949） 饰演欧阳予倩
- 《结亲》 别名：《风雨江南》（1949）饰演李春堂
- 《胜利重逢》（1951） 饰演耿海林
- 《南征北战》（1952） 饰演高营长
- 《淮上人家》（1954） 饰演高黑子
- 《铁道游击队》（1956） 饰演李政
- 《羊城暗哨》（1957） 饰演王练
- 《铁窗烈火》（1958） 饰演马军
- 《沙漠追匪记》（1959） 饰演钟永胜
- 《金沙江畔》（1963） 饰演金明
- 《桃花扇》（1963） 饰演侯朝宗

## 奖项和荣誉
1995年在纪念世界电影诞辰100周年、中国电影诞生90周年之际，被国家文化部列为126名“中华影星”之一。
2005年被中国电影表演艺术学会评为中国电影百年百位优秀演员。

## 家族
冯喆家族为世代官宦人家。父亲冯建统受中西教育，幼年就读于家馆，上海圣约翰大学学士，清华大学硕士，哈佛大学双博士外加一硕士，学成回国终身致力于国家铁路管理。母亲韦瑶珊为大茶商的女儿，受西方教育，曾就读于上海圣玛丽女校，在校合唱队中唱女低音。兄冯贻善上海圣约翰大学毕业。妹冯琳。
妻子张光茹为川剧演员。